# Cud na 34. ulicy (film 1994)
Cud na 34. ulicy lub Cud w Nowym Jorku. (ang. Miracle on 34th Street) – film fabularny z 1994 roku wyreżyserowany przez Lesa Mayfielda. Film jest czwartym remakiem Cudu na 34. ulicy z 1947 roku.

## Obsada
- Elizabeth Perkins jako Dorey Walker
- Dylan McDermott jako Bryan Bedford
- Mara Wilson jako Susan Walker
- Robert Prosky jako sędzia Harper
- Richard Attenborough jako Kris Kringle
- Jane Leeves jako Alberta Leonard